# 안병옥
안병옥(安秉玉, 1963년 ~ )은 대한민국 시민운동가 출신의 제16대 환경부 차관이다.

## 학력
- 순천고등학교
- 1980 ~ 1984 서울대학교 해양학 학사
- 1984 ~ 1986 서울대학교 대학원 해양학 석사
- 1998 ~ 2002 뒤스부르크-에센 대학교 대학원 응용생태학 박사

## 경력
- 1992 ~ 2001 뒤스부르크-에센 대학교 생태연구소 연구원
- 1997 ~ 1998 한국공해문제연구소 연구원
- 2002 ~ 2006 시민환경연구소 부소장
- 2005 ~ 2008 지속가능발전위원회 전문위원
- 2006 ~ 2007 건설기술건축문화선진화위원회 위원
- 2006 ~ 2011 유엔환경계획 에코피스리더십센터 평화협력분과 분과장
- 2007 ~ 2008 에너지시민연대 공동대표
- 2007.02 ~ 2008 환경운동연합 사무총장
- 2009 기후변화행동연구소 소장
- 2010 ~ 2014 한국기후변화학회 이사
- 2010 국회기후변화포럼 이사
- 2010 환경교육센터 이사
- 2012 ~ 2015 한국태양광발전학회 이사
- 2014.09 제13대 시민환경연구소 소장
- 2015 환경부 중앙환경정책위원회 위원
- 2015 아시아기후변화교육센터 이사
- 2015 산림청 정책평가위원회 위원
- 2016 기상청 정책평가위원회 위원
- 2017 한국기후변화학회 이사
- 2017.06 ~ 2018.08 환경부 차관
- 2019.04 미세먼지 해결을 위한 범국가기구 설립추진단 공동단장
- 2019 국가기후환경회의 운영위원장(학계 - 민간위원)
- 호서대 AI융합학부 교수
- 2050 탄소중립위원회 에너지혁신 분과위원회 위원